# Centropogon featherstonei
Centropogon featherstonei är en klockväxtart som beskrevs av Henry Allan Gleason. Centropogon featherstonei ingår i släktet Centropogon och familjen klockväxter. Inga underarter finns listade i Catalogue of Life.